# K-316
Il K-316 è stato un sottomarino nucleare sovietico appartenente alla classe Alfa, entrato in servizio nel dicembre 1978 e fu radiato nel 1987. Fu uno dei quattro esemplari della versione standard (Progetto 705) costruiti.

## Storia
La costruzione del sottomarino nucleare d'attacco K-316 (numero di costruzione 01680), appartenente alla classe Alfa, fu ordinata presso il cantiere navale di Leningrado il 3 novembre 1966, e l'unità fu impostata il 26 aprile 1969. Il K-316 fu varato il 25 luglio 1974, alla presenza di un grande pubblico assiepato lungo le rive della Neva, e dopo i collaudi preliminari e un lungo allestimento,  il sottomarino fu trasferito lungo vie d'acqua interne al cantiere navale Asterisk di Zvezdochka, Severodvinsk, tra il 7 e il 22 ottobre 1977, al fine di iniziare le prove in mare. Tra il 1 e il 13 febbraio 1978 furono condotte le prova alla banchina, e tra il 13 e il 17 luglio quelle in mare, seguite da quelle di accettazione in servizio effettuate tra il 3 e il 22 settembre al comando del capitano di prima classe I.A. Strakhov. Durante i collaudi di accettazione avvenne il primo grave guasto che interesso i sistemi di governo che impedirono al battello di scendere sotto i 40 nodi di velocità. La cosa rendeva praticamente impossibile  l'emersione, e l'avaria venne riparata con successo e il K-316 continuò i collaudi operativi entrando formalmente in servizio nella marina sovietica (VMF) il 30 settembre 1978, mentre la bandiera di combattimento fu consegnata il 30 ottobre successivo.
Il K-316 fu assegnato alla  6ª Divisione sottomarini nucleari della Flotta del Nord di stanza nella baia di Kandalaksha il 20 dicembre 1978, passando al comando del capitano di prima classe Anatoly Fedorovic Zagryadsky. Il 25 maggio 1979 il sottomarino fu dichiarato pronto al combattimento,  passando in quello steso giorno al comando del capitano di prima classe A.P. Boyko. Durante la prima crociera operativa, 4 ore e 46 minuti dopo essere salpato, il sonar del sottomarino scoprì la presenza di una unità sconosciuta immersa nel mare di Barents che ruppe il contatto appena si rese conto di essere stata scoperta. L'anno successivo l'unità fu inviata a Severodvinsk per manutenzione, e mentre era in navigazione nel mar Bianco, di ritorno alla baia di Kandalaksha, il 4 settembre 1980 alla profondità di 100 metri si registrò un guasto la sistema automatico di navigazione. Il K-316 deviò pericolosamente dalla propria rotta dirigendosi verso la linea di costa. Fu effettuato un arresto di emergenza del sottomarino con conseguente emersione a meno di 3 km dalla costa sud del mar Bianco, di fronte alla penisola di Mys Odinchizhnyy. I successivi controlli scoprirono che il battello aveva deviato di più di 10 km dalla rotta prevista prima che il comandante intervenisse. Il K-316 diresse a lento moto in superficie verso Severodvinsk, entrando poi nel cantiere navale di Zvezdochka, per effettuare le opportune riparazioni. Tra l'ottobre 1981 e il febbraio 1982 il sottomarino rimase in riparazione, rientrando in servizio operativo nel maggio 1982 per partecipare a una lunga crociera di addestramento. Durante una crociera nei mari artici effettuata nel 1983 al comando del capitano di prima classe V.T. Prusakov, mentre il battello navigava sotto il ghiaccio si sviluppò un incendio che fu subito domato dall'equipaggio. Il K-316 riemerse da sotto la calotta artica senza problemi. Nell'aprile di quell'anno il sottomarino prese parte all'esercitazione "Oceano 83" insieme al sommergibile lanciamissili balistici (SSBN) K-423 (classe Yankee) e alle unità gemelle K-493 e K-463, e poi all'esercitazione "Corsa-83" (29 maggio-13 luglio). Nell'estate del 1984 fu effettuata una ulteriore crociera di lunga durata, la cui partenza fu posticipata di 10 giorni a causa di alcuni problemi, e interrotta dopo 10 giorni per l'inquinamento accidentale della scorta di acqua potabile. Nel 1985 il battello fu utilizzato in una crociera di addestramento per collaudare dei nuovi apparati nel mare di Norvegia. Rientrato alla base, dal 1986 al 1987 fu sottoposto a lavori di manutenzione, comunque considerato di pronto impiego, venendo destinato alla demolizione il 20 dicembre 1987. Nell'agosto 1988, al comando del capitano di prima classe V.I. Rogozhin, il K-316 fu trasferito nel sito di stoccaggio SD-10 presso il villaggio di Gremikha, Oblast' di Murmansk, assegnato alla 17ª Divisione sottomarini nucleari iniziando ad essere demolito, a cura della 592ª Unità Tecnica. Nel febbraio 1990 fu rimosso il reattore nucleare, e nel mese di aprile il sottomarino fu trasferito a rimorchio presso Litsa Ovest iniziando subito la demolizione dello scafo. Il 19 aprile 1990 il K-316 fu cancellato dagli elenchi della marina. Nel 1991 avvenne la rimozione degli apparati sensibili e delle batterie elettriche, e poi i lavori di demolizione proseguirono lentamente, concludendosi alla fine del 1995.